# Porézní křemík
Porézní křemík (anglicky porous silicon, zkráceně PS nebo pSi) je modifikace křemíku, která má ve své struktuře nanopóry, díky čemuž dosahuje vysokého poměru povrchu k objemu až 500 m2/cm3 a tím i vysokého měrného povrchu až 800 m2.g−1.

## Historie
Porézní křemík objevili náhodou v roce 1956 Arthur Uhlir Jr. a Ingeborg Uhlir v Bellových laboratořích v USA. Uhlirovi tehdy vyvíjeli techniku leštění a tvarování povrchu křemíku a germania. Zjistili však, že za určitých podmínek se na povrchu materiálu vytváří surový produkt v podobě silného černého, červeného nebo hnědého filmu. Těmito poznatky se ale dále nezabývali a pouze je zmínili v technických poznámkách Bellových laboratoří.
Praktický zájem o porézní křemík se ale objevil až koncem 80. let. Leigh Canham při práci v anglické Defence Research Agency usoudil, že porézní křemík může vykazovat efekty kvantového udržení. Na tento předpoklad navázaly úspěšné experimentální výsledky publikované v roce 1990. V publikovaném experimentu se ukázalo, že křemíkové destičky mohou vyzařovat světlo, pokud jsou vystaveny elektrochemickému a chemickému rozpouštění.
Publikovaný výsledek podnítil zájem vědecké komunity o jeho nelineární optické a elektrické vlastnosti. O rostoucím zájmu svědčí množství publikovaných prací týkajících se vlastností a možných aplikací porézního křemíku.
V roce 2001 tým vědců z Technické univerzity v Mnichově neplánovaně zjistil, že hydrogenovaný porézní křemík při kryogenních teplotách explozivně reaguje s kyslíkem a uvolňuje několikanásobně více energie než ekvivalentní množství TNT, a to mnohem větší rychlostí. K explozi dochází proto, že kyslík, který je při potřebných teplotách v kapalném stavu, je schopen extrémně rychle oxidovat vodík přes porézní molekulární strukturu křemíku, což způsobí velmi rychlou a účinnou detonaci. Ačkoli hydrogenovaný porézní křemík by pravděpodobně nebyl účinný jako zbraň, protože funguje pouze při nízkých teplotách, zkoumají se další možnosti využití jeho výbušných vlastností, například pro zajištění pohonu družic.

## Výroba
Anodizace a leptání jsou dvě nejběžnější metody používané pro výrobu porézního křemíku. Pokud se k vytvoření mikroporézního křemíku používá anodizace ve vodném roztoku, materiál se běžně ihned po výrobě ošetřuje v ethanolu, aby se zabránilo poškození struktury, které vzniká v důsledku napětí způsobeného kapilárním efektem vodného roztoku.
Během anodizace dochází i ke vzniku vodíku, bublinky vodíku mohou negativně ovlivnit homogenitu.

### Anodizace
Jednou z metod, jak vytvořit póry v křemíku, je použití anodizační cely. Anodizační cela může být vyrobena z teflonu a využívá platinovou katodu a anodu z monokrystalických křemíkových waferů ponořených do elektrolytu, kyseliny fluorovodíkové (HF). Pro vznik porézní struktury je výhodný stejnosměrný proud o proudové hustotě 10–50 mA/cm2, doba anodizace určuje tloušťku vzniklé porézní vrstvy.

### Leptání
Porozitu lze do křemíku zavést i leptáním, využívá se směs kyseliny dusičné a fluorovodíkové. Výhodou tohoto postupu je jeho jednoduchost a využitelnost pro přípravu velmi tenkých vrstev porézního křemíku.

### Bottom-up syntéza
Porézní křemík lze připravit i chemickou cestou z tetrachlorsilanu, redukcí pomocí slitiny NaK v toluenu. Vznikající soli jsou následně odstraněny pomocí vodě.
SiCl4 + 2 NaK → Si + 2 NaCl + 2 K

## Sušení porézního křemíku
Během odpařování vody z porézního křemíku může docházet k tvorbě poruch. Vzniklé trhliny jsou patrné zejména v silných nebo vysoce porézních křemíkových vrstvách, důvodem je velké kapilární napětí v důsledku nepatrné velikosti pórů. Trhliny se objevují u porézních křemíkových vzorků s tloušťkou větší než určitá kritická hodnota. Bellet dospěl k závěru, že v silných porézních křemíkových vrstvách není možné, za běžných podmínek během odpařování, zabránit vzniku trhlin. Z toho důvodu bylo vyvinuto několik technik minimalizujících toto riziko.

### Superkritické sušení
Superkritické sušení je považováno za nejúčinnější techniku sušení, ale je poměrně nákladné a vyžaduje speciální zařízení. Poprvé ji zavedl Canham v roce 1994 a spočívá v zahřátí rozpouštědla v pórech nad kritický bod, aby se zabránilo mezifázovému napětí.

### Sušení mrazem
Postup sušení mrazem byl poprvé zdokumentován kolem roku 1996, po vytvoření porézního křemíku se vzorek zmrazí při teplotě asi -73 °C (200 K) a rozpouštědlo je odstraněno vakuovou sublimací.

### Sušení pentanem
Voda je postupně zaměněna za pentan, který má nižší povrchové napětí a díky tomu dojde i k oslabení kapilárních sil.

## Fyzikální vlastnosti
Fyzikální parametry popisující vlastnosti porézního křemíku jsou průměr a hustota pórů a tloušťka porézní vrstvy. Při tvorbě porézní křemíkové vrstvy pomocí anodizace křemíkové destičky lze tyto parametry řídit odporem Si, koncentrací HF, proudovou hustotou a leptacím časem. Leptáním s různými proudovými hustotami je možné na stejném substrátu vytvořit několik porézních vrstev s různou hustotou a průměrem pórů.

### Pórovitost
Pórovitost je definována jako objemový podíl dutin ve vrstvě porézního křemíku a lze ji snadno určit měřením hmotnosti. Pórovitost se může pohybovat od 4 % u makroporézních vrstev až po 95 % u mezoporézních vrstev. Studie provedená Canhamem v roce 1995 zjistila, že „1 μm silná vrstva křemíku s vysokou pórovitostí se zcela rozpustí během jednoho dne vystavení in vitro simulované tělní tekutině“. Bylo také zjištěno, že křemíková destička se střední až nízkou pórovitostí vykazuje větší stabilitu. Proto se pórovitost křemíku volí podle potenciálních oblastí použití. Pórovitost je makroskopický parametr a nepřináší žádné informace týkající se mikrostruktury vrstvy. Vlastnosti materiálu lze přesněji předpovědět, pokud můžeme získat informace o velikosti pórů a jejich distribuci ve vzorku.
Na základě velikosti pórů rozlišujeme tři typy porézního křemíku:
| Typ              | Mikroporézní | Mesoporézní | Makroporézní |
| ---------------- | ------------ | ----------- | ------------ |
| Průměr póru (nm) | méně než 2   | mezi 2 a 50 | více než 50  |

## Využití
Pro svůj velký měrný povrch je žádaný v biomedicíně. Používá se jako substrát pro doručování léčiv, v tkáňovém inženýrství a biomolekulárním screeningu.